# Wicklow Blue
 (novembre 2022).
Si vous disposez d'ouvrages ou d'articles de référence ou si vous connaissez des sites web de qualité traitant du thème abordé ici, merci de compléter l'article en donnant les références utiles à sa vérifiabilité et en les liant à la section « Notes et références ».
Wicklow Blue est un fromage à pâte persillée fabriqué à base de lait de vache. Il est fabriqué à Curranstown, près d’Arklow dans le Comté de Wicklow, en Irlande, par la Wicklow Farmhouse Cheese propriété de la famille Hempenstall. Le lait est pasteurisé.
Ce fromage est semblable au Bleu de Bresse tant dans la forme, l’allure générale que par le goût.
Il se présente sous la forme d’une roue de 1.2 kg ou par portion emballée de 150gr.